# Suzanne Landells
Suzanne Landells (12 dicembre 1964) è un'ex nuotatrice australiana.
Specializzata nei misti ha vinto la medaglia d'argento nei 200 m alle Olimpiadi di Los Angeles 1984.

## Palmarès
- Olimpiadi

1984 - Los Angeles: argento nei 400 m misti.